# Tricofagia
La tricofagia (dal greco τριχοφαγία: θριξ,τριχος “capello” + φαγεῖν “mangiare”) è l'impulso non volontario di mangiarsi i capelli; spesso essi, se sono abbastanza lunghi, vengono introdotti in bocca quando sono ancora attaccati alla testa, per poi essere staccati e ingoiati.
Questa sindrome è più comunemente conosciuta come sindrome di Raperonzolo, o sindrome di Rapunzel, in riferimento proprio alla principessa Raperonzolo e alla sua lunga e folta chioma.
Questa sindrome fa la sua comparsa nella letteratura per la prima volta già nel 1889, ma solamente nel 1987 viene riconosciuta dalla psicologia come disturbo.

## Diagnosi
Nella maggior parte dei casi la tricofagia viene diagnosticata in funzione di altre due sindromi specifiche, la tricotillomania e il pica (o picacismo).
La tricotillomania è il bisogno compulsivo dell'individuo di strapparsi i capelli per gestire distress e tensione; nei casi più gravi, il tricotillomane, dopo aver strappato i peli, può giocarvi inconsapevolmente per ore, anche passandoseli sul viso e sulle labbra, e infine mangiandoli.
Alcuni soggetti hanno delle preferenze ben specifiche, per esempio ingeriscono solamente i bulbi piliferi, oppure le punte, ma questo non vale per tutti.
Il pica (il nome fa riferimento ad una gazza dalle strane abitudini alimentari, appunto il pica pica) è invece un disturbo per cui il soggetto ha necessità di ingerire sostanze anomale o non commestibili - come sabbia, sale, feci, sapone o, appunto, capelli. Spesso questo bisogno  è dovuto ad una carenza di una sostanza, vitaminica o proteica, che l'organismo cerca di compensare creando il bisogno mentale di assorbire determinate sostanze. Se però il comportamento è reiterato e inconsapevole, è un segnale di un disagio psichico del soggetto.

## Sintomatologia e conseguenze
I capelli sono fatti di cheratina, una sostanza che il nostro apparato digerente non è in grado di assimilare né smaltire. Per questo motivo ingerire capelli, soprattutto se ripetutamente e per lunghi periodi di tempo, comporta dei seri rischi: può capitare che essi si accumulino nel tratto gastrointestinale e formino una matassa aggrovigliata, detta tricobezoario, che rimane intrappolata nello stomaco e può espandersi fino all'intestino tenue. Oltre che impedire il normale assorbimento del cibo da parte del soggetto, la presenza di un tricobezoario causa sintomi quali dolore addominale, nausea e vomito, gonfiore di stomaco, appetito ridotto, perdita di peso, costipazione; l'85-95% dei pazienti che soffrono della sindrome di raperonzolo va dal medico lamentando questo genere di dolori, senza nemmeno pensare che siano dovuti alla propria abitudine di ingerire capelli. Questo perché i capelli non vengono ingoiati contemporaneamente, dunque i pazienti non adducono al fatto la giusta importanza.

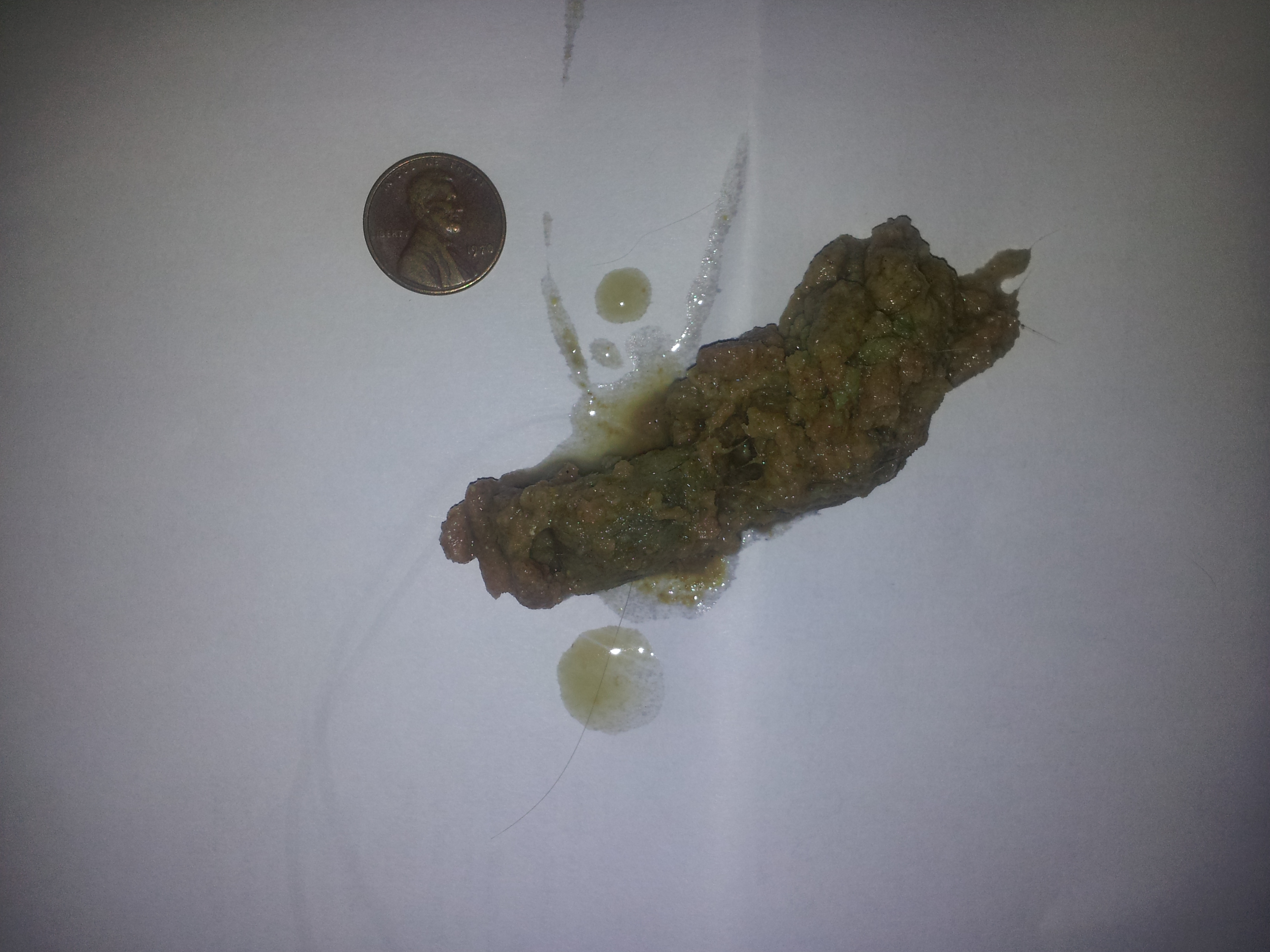
Tricobezoario

Nel 1999 una ragazza britannica morì per un'emorragia interna dovuta a un intervento chirurgico atto a rimuovere un tricobezoario.
Nel 2007 fu documentata la rimozione di un tricobezoario di circa 4,5 kg dallo stomaco di una diciottenne di Chicago.
Più recentemente, una donna di 38 anni è stata sottoposta ad una procedura chirirgica per rimuovere due tricobezoari: uno di 15x10 cm dallo stomaco e uno di 4x3 cm dall'intestino tenue.

## Epidemiologia
La tricofagia sembra riguardare principalmente soggetti di sesso femminile, per via del fatto che i capelli di una donna sono tendenzialmente più lunghi (il che rende anche più probabile che questi si blocchino tra le mucose dello stomaco).
In particolare, uno studio ha messo in evidenza che circa il 70% dei pazienti affetti dalla sindrome di Raperonzolo sono donne di età inferiore a 20 anni.

## Terapie

### Rimozione del tricobezoario
Nella maggior parte dei casi, l'intervento chirurgico è necessario per rimuovere il tricobezoario. Tuttavia, se la sua massa non è di dimensioni eccessive, è anche possibile scioglierlo con l'ausilio di prodotti chimici, romperlo in pezzi di minor dimensione con un laser, oppure rimuoverlo in endoscopia. Questi metodi meno invasivi non garantiscono però il successo dell'intervento alla pari della chirurgia.

### Supporto psicologico
Un percorso psicoterapeutico è caldamente raccomandato per prevenire future problematiche legate alla tricofagia. In particolare, ciò è fondamentale per i soggetti affetti da pica da stress o da tricotillomania, poiché è molto probabile che tornino a sviluppare la sindrome di raperonzolo non appena rimosso il tricobezoario.
Un trattamento psicologico efficace per la cura della tricofagia, come di tutti i disturbi ossessivo compulsivi (tra cui vi sono la tricotillomania e la dermatillomania) è la terapia cognitivo comportamentale; questa, attraverso precisi protocolli di intervento, si pone l'obiettivo di interrompere la dinamica che porta il soggetto a gestire le proprie problematiche e il proprio distress attraverso gesti di tipo compulsivo.